# Julien Clerc
Pour les articles homonymes, voir Julien Clerc (album, 1968), Clerc et Leclerc.
Paul-Alain Leclerc, dit Julien Clerc, est un chanteur et compositeur français, né le 4 octobre 1947 dans le 19e arrondissement de Paris.
Sa carrière débute en 1968 avec le simple (single) La Cavalerie. Il enchaîne par la suite certains succès populaires avec les titres La Californie, Ce n'est rien, Ma préférence, Mélissa ou encore Fais-moi une place. Cette réussite commerciale est le fruit de nombreuses collaborations artistiques.

## Biographie

### Famille et enfance
Fils de Paul Leclerc (1916-2003), haut fonctionnaire à l'Unesco, et d'Évelyne Merlot (1926-2007), Paul-Alain Auguste Leclerc naît le 4 octobre 1947 dans le 19e arrondissement de Paris. Sa grand-mère maternelle, Marie-Louise Effray, est aide-ménagère chez celui qui deviendra son grand-père paternel, Auguste Leclerc, contrôleur PTT. Son grand-père maternel, Alexandre Merlot, est né en 1891 à Capesterre (aujourd'hui Capesterre-Belle-Eau) en Guadeloupe . Il a des esclaves antillais parmi ses ancêtres.
Des tensions apparaissent rapidement dans le couple aux origines sociales différentes et ce, dès le choix du prénom du nourrisson, qui reçoit un prénom composé, son père souhaitant l’appeler Paul et sa mère Alain. Ses parents divorcent le 6 avril 1949 et, après deux ans de bataille judiciaire, Paul obtient la garde de l'enfant, mais sort de la procédure éprouvé, il est victime d’un infarctus qui entraîne une paralysie partielle du visage. Le 6 octobre 1949, Paul Leclerc se remarie avec Ghislaine Téry (décédée le 23 décembre 2011). Le couple donne à Paul-Alain deux demi-frères, Gérard et Jean-Noël, et trois demi-sœurs : Sylvie, Christine et Marianne. Paul-Alain grandit en écoutant de la musique classique dans la maison de son père, tandis que sa mère l'initie à la musique de chanteurs tels que Georges Brassens et Édith Piaf. Il habite alors à Bourg-la-Reine et, grâce à des voisins, fait du scoutisme laïque aux Éclaireurs de France dans le « groupe Montaigne »,. Ghislaine, claveciniste, le met au piano classique à six ans et l'emmène régulièrement au théâtre des Champs-Élysées, écouter les Musigrains, des cycles de concerts-conférences pédagogiques fondés par Germaine Arbeau-Bonnefoy. À treize ans, il commence à jouer à l'oreille tout ce qu'il entend à la radio.
Dans deux documentaires diffusés sur France 3 dédiés aux chansons françaises d'inspiration extra-métropolitaine, Entre 2 rives… Sous les Tropiques en 2011 et Le tour du monde en chansons en 2016, Julien Clerc déclare être originaire de Guadeloupe et se sentir profondément antillais, que sa musique en est forcément inspirée et que son grand-père avait la même couleur de peau que Yannick Noah.
Le 15 août 2023, son demi-frère le journaliste Gérard Leclerc, qui se rendait à La Baule pour assister à son concert, meurt dans un accident d'avion à l'âge de 71 ans.

### Formation et débuts
Après des études au lycée Lakanal à Sceaux avec son ami d'enfance de Bourg-la-Reine, Maurice Vallet dit « Momo », Paul-Alain Leclerc obtient son baccalauréat en 1965. Son père le destinant à de hautes études, il tente l'examen de Sciences-Po puis s'inscrit à la faculté de droit en septembre 1966. Il décide finalement d'entamer un cursus d'anglais à la Sorbonne. Mais il néglige ses études et refait le monde avec ses camarades en cette année qui annonce les bouleversements de Mai 68.
À cette époque, il compose ses premiers morceaux, Maurice Vallet devenant son premier parolier. La rencontre décisive avec Étienne Roda-Gil dans le bistrot d'étudiants L’Écritoire a probablement lieu au printemps 1967. La légende veut que leur collaboration ait débuté en ce lieu lorsque le futur Julien Clerc, jeune étudiant en anglais, lance à la cantonade : « Qui veut m'écrire une chanson ? ». Roda-Gil sera son principal parolier, ce qui exclut vite Maurice Vallet.
L'écriture nouvelle de Roda-Gil est empreinte de nostalgie et d'hermétisme militant. Elle est alors associée à la voix, haut perchée et chargée de vibrato très serré, de Paul-Alain Leclerc, ainsi qu'à son sens de la mélodie. Ces différents éléments aboutiront à un succès. C'est également dans ce café qu'il rencontre l'amour, en la personne de Marie-Françoise Aimé, dite Zaz[réf. nécessaire], une étudiante en lettres. Il passe de longues heures au piano dans la maison de Bourg-la-Reine de sa petite amie que ses parents ont désertée.
Grâce à une relation familiale, sa cousine Jacqueline Socquet-Clerc, dont le frère est directeur artistique chez Pathé-Marconi, il signe pour le label et sort le 9 mai 1968 son premier 45 tours, La Cavalerie. La chanson de l'artiste, qui a pris le nom de scène de Julien Clerc, passe en boucle à la radio. Parlant d'« abolir l'ennui », elle trouve un écho dans la jeunesse de mai 1968 qui se découvre une idole toute neuve. Avec un père gaulliste et un grand-père communiste, Julien Clerc se rend à la Sorbonne pendant Mai 68 et trouve ça « sans grand intérêt. Ils m'indisposaient tous. Tous ceux de ma génération qui étaient trotskistes ou maoïstes sont aujourd'hui gaullistes, je me dis que j'avais de l'avance sur eux ! ».

### Succès
À l'automne 1968, Julien Clerc part en tournée avec Adamo. En mars 1969, il monte pour la première fois sur la scène de l'Olympia en première partie de Gilbert Bécaud et obtient un triomphe. C'est à cette occasion que Bertrand Castelli, hippie milliardaire, et la productrice Annie Fargue lui rendent visite dans sa loge. Détenteurs des droits de la comédie musicale Hair pour la France, ils lui proposent le premier rôle. Julien Clerc refuse puis finit par accepter après avoir assisté à une représentation à Londres. Du 16 au 29 décembre 1970, il passe cette fois-ci en vedette à l'Olympia, comme du 28 décembre 1971 au 16 janvier 1972.

### Années 1970 et 1980
En 1971, Julien Clerc crée avec son agent Bertrand de Labbey les éditions Sidonie qui lui assurent une certaine autonomie. Entre 1971 et 1976, il sort cinq albums (Niagara, Liberté, Égalité, Fraternité... ou la Mort, Julien, Terre de France et No 7) comprenant des succès comme Ce n'est rien, Si on chantait, Le Patineur, Ça fait pleurer le bon Dieu, C'est une andalouse, Danse-s'y, This Melody, Elle voulait qu'on l'appelle Venise, Souffrir par toi n'est pas souffrir ainsi que deux disques 45 tours comprenant des titres inédits en albums : Le Cœur volcan (avec en face B Mon alezan) en 1971 et Ballade pour un fou (Loco, Loco) (avec en face B Si tu frappes à la tête) en 1975.

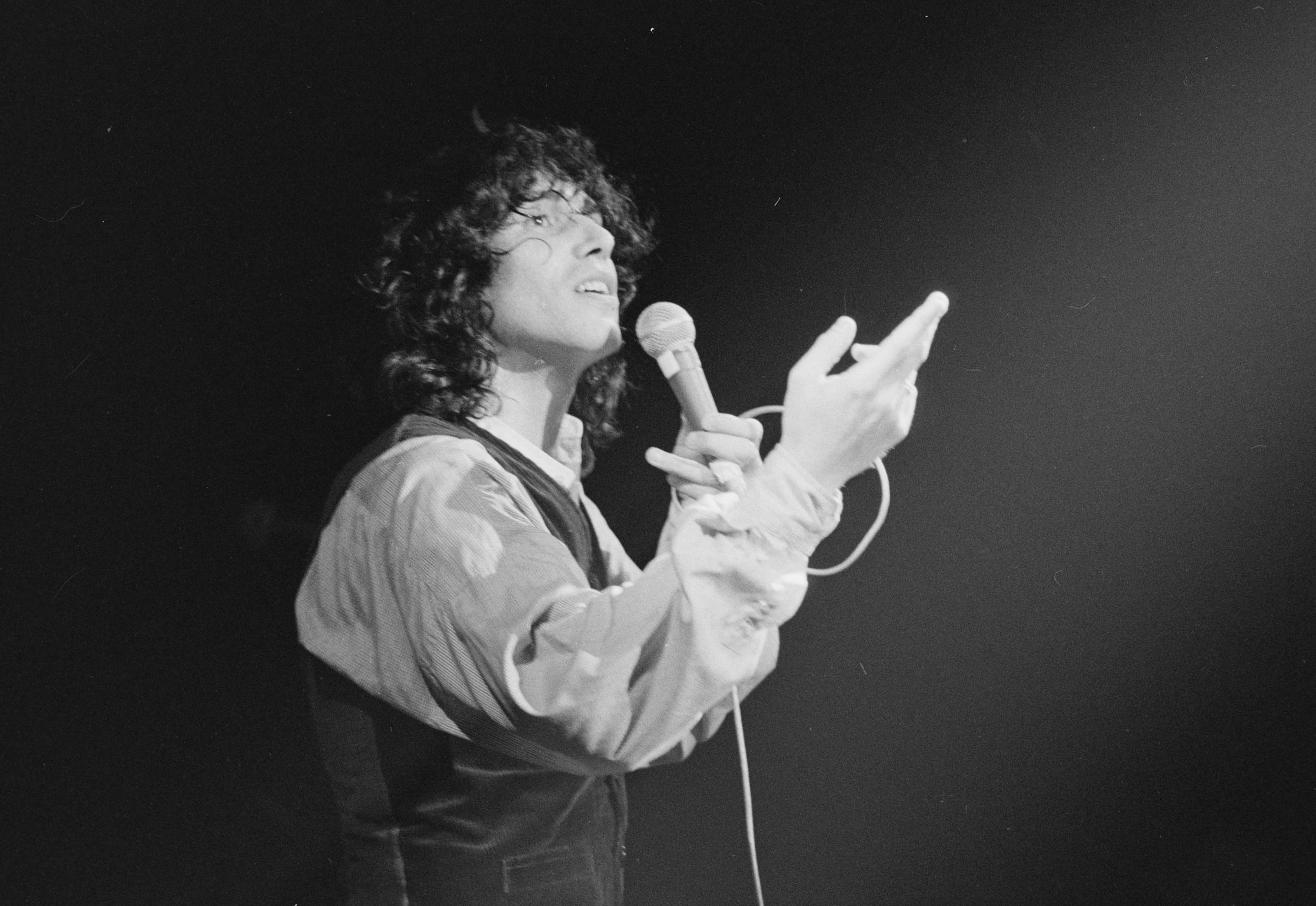
Julien Clerc au Concertgebouw, à Amsterdam (1976).

Ayant l'impression d'avoir fait le tour de sa collaboration avec Roda-Gil et sur les conseils de son agent Bertrand de Labbey, Clerc varie alors la liste de ses auteurs à partir de 1976 et l'album À mon âge et à l'heure qu'il est comprend entre autres Le Cœur trop grand pour moi (écrite par Jean-Loup Dabadie) ainsi que la chanson homonyme et Amis (écrites par Maxime Le Forestier). Cette séparation est mal vécue par son parolier. En 1978, il fête ses trente ans, et Le Forestier lui écrit à cette occasion la chanson J'ai eu trente ans ; ce titre paraît à l'automne 1978 dans l'album Jaloux qui est son premier grand succès en nombre de ventes (400 000 exemplaires) grâce notamment au titre de Dabadie Ma préférence. En 1979, sort le disque 36 Front populaire, comédie musicale avec un livre de Roda-Gil, dont il interprète plusieurs titres.
En 1980, il souhaite évoluer et se sépare d'Étienne Roda-Gil ainsi que de son arrangeur Jean-Claude Petit. Il s'engage pour l'abolition de la peine de mort en interprétant la chanson de Dabadie L’assassin assassiné et vient à Toulouse, en compagnie de Robert Badinter, assister au procès de Norbert Garceau.
En 1982, sort son douzième album, incluant Femmes, je vous aime et Lili voulait aller danser, chanson écrite par Luc Plamondon. Il quitte sa maison de disques, Pathé-Marconi, pour intégrer la firme anglaise Virgin qui, à l'époque, n'est encore qu'un petit label. Il change également sa longue chevelure brune et bouclée contre des cheveux courts.
Il sort alors son tube Cœur de rocker en phase avec l'esprit de l'époque et commence à changer son image. Mais c'est avec La Fille aux bas nylon qu'il explose et devient un chanteur des années 1980 : le clip de la chanson capture parfaitement l'air du temps de la période. Il confirme son succès avec un troisième tube, Mélissa, qui fait de lui un chanteur « désirable » sur toutes les stations de télévision.
Au cours des années 1980, il participe aux différentes campagnes publicitaires de la firme Citroën, avec le slogan chanté J'aime, j'aime, j'aime, que l'on peut entendre dans les clips et voir sur les affiches.
Accédant au rang de star populaire, il multiplie à cette époque les succès commerciaux et les concerts mais il force sur sa voix et dessèche ses cordes vocales en sniffant de la cocaïne, aussi décide-t-il de se reprendre en main et d'économiser sa voix en prenant des cours de chant.

### Années 1990 et 2000
Julien Clerc sort au tout début de l'année 1990 l'album Fais-moi une place qui grâce à la chanson du même titre, écrite par Françoise Hardy, qui l'enregistre également, rencontre à nouveau un grand succès populaire. Mais l'album, malgré le titre Petits pois lardons, encore dans le style de ses succès populaires des années précédentes, semble déjà amorcer un retour à une chanson française plus intimiste, et plus proche de celle de ses débuts, comme le montre le titre Nouveau Big Bang, écrit par son ami Maurice Vallet. Le succès commercial (et critique) de l'album lui permet de remplir le Zénith de Paris en novembre et décembre 1990.
L'album Utile, sorti en 1992, marque les retrouvailles de Julien Clerc avec Étienne Roda-Gil. Depuis 1996, il participe aux concerts des Enfoirés.
En 1997, il fête sur scène ses cinquante ans avec Marc Lavoine, Renaud, Alain Souchon, Françoise Hardy, Maurane et Pascal Obispo. Il en sera alors retiré un disque enregistré en public intitulé Le 4 octobre qui correspond à la date de son anniversaire.
Cette même année, la chanson Assez, assez écrite par David McNeil pour l'album Julien crée une polémique assez vive de la part de Sophie Marceau, qui menace de lui intenter un procès en raison des paroles « Faut des ballons, des cerceaux / Et les seins de Sophie Marceau ». L'actrice déclare : « J’ai été atrocement gênée par ce disque. Quand je l’ai reçu, je l’ai caché. J’avais peur que mon entourage ne l'entende. J’étais mal, comme si j’avais fait une bêtise. Comme si je montrais mes seins à la radio. Les seins, c’est intime, c’est érotique, sexuel, je me suis sentie dévêtue »,. L'auteur a reconnu : « N'avoir voulu faire qu'une belle rime[réf. nécessaire] ».
Pour l'album Si j'étais elle, sorti en novembre 2000, Julien Clerc fait appel pour la première fois à Carla Bruni qui lui écrit la majorité des textes. L'opus comporte le single à succès Quelques mots en ton nom, en duo avec Assia.
Son album Double Enfance sort fin 2005 et rencontre un beau succès dans une période où le marché du disque s'effondre. Il s'inscrit comme son meilleur album de la décennie, comportant entre autres deux chansons d'Étienne Roda-Gil, disparu quelques mois plus tôt et la chanson-titre revenant sur sa propre enfance, écrite par Maxime Le Forestier.

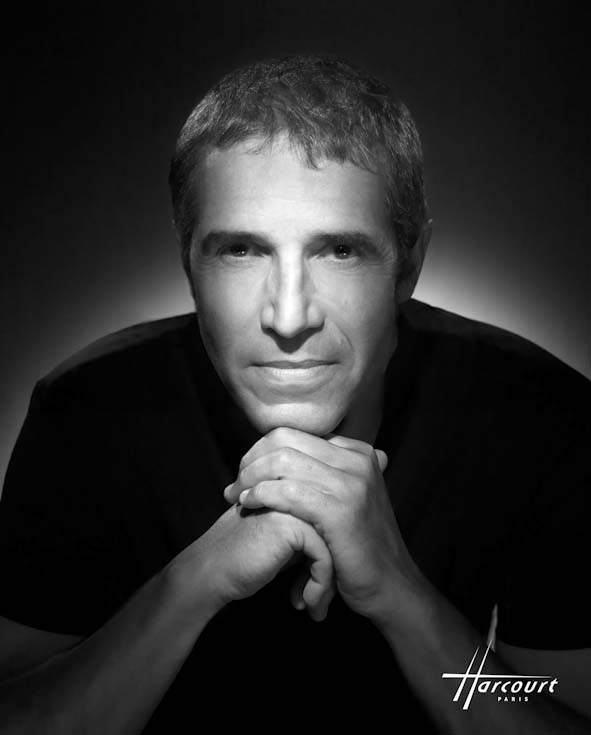
Julien Clerc en 2008, photo studio Harcourt.

Son album Où s'en vont les avions ? sort le 15 septembre 2008. Le premier extrait est La jupe en laine (clip réalisé par Hélène Grémillon). Ont notamment participé à l'album : Maxime Le Forestier, Carla Bruni et Benjamin Biolay, ce dernier en tant que producteur.
Il fête ses quarante ans de carrière sur la scène du Casino de Paris. L'enregistrement public de la tournée qui en découle sort le 30 novembre 2009 sous le titre : Tour 09. L'enregistrement public de ce dernier album a lieu lors du concert du 16 juillet 2009 au Festival des Nuits de Fourvière à Lyon ; ce même concert est retransmis en direct et en trois dimensions dans plusieurs salles de cinéma ; Julien Clerc est le premier artiste européen à s'être prêté à cette innovation technologique.

### Décennies 2010 et 2020
Le 7 novembre 2011 sort l'album Fou, peut-être, réalisé par Philippe Uminski. Julien Clerc y collabore avec Maxime Le Forestier, Charles Aznavour, Gérard Manset, Alex Beaupain et Julien Doré.
Après avoir donné, durant les huit premiers mois de 2012, des concerts accompagné par un orchestre symphonique, il entame en octobre 2012 une nouvelle tournée, Pianistic, qui durera jusqu'à l'été 2013. Il se produit en acoustique à deux pianos dans des salles plus intimes (accompagné par Aurore Crévelier et Dominique Spagnolo).

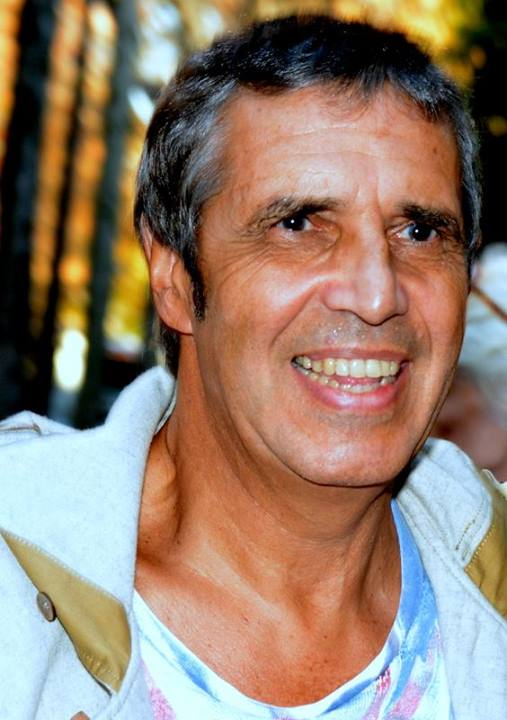
Julien Clerc en 2013.

Le 4 novembre 2014, sort l'album Partout la musique vient, Julien Clerc chante Alex Beaupain, Carla Bruni, L, Gérard Duguet-Grasser et Maxime Leforestier.
Le 20 octobre 2017, sort l'album À nos amours. La pochette s'inspire du tableau La Méridienne, de Vincent van Gogh, où Julien Clerc est allongé sur la paille avec son épouse Hélène Grémillon.
Il devient coach le temps dans la 8e saison de The Voice : La Plus Belle Voix, aux côtés de Jenifer, Soprano et Mika.
Le 11 décembre 2020, il dévoile son nouveau titre Mon refuge, premier single extrait de son 26e album studio à paraître en 2021.
Le 26 novembre 2021 sort l'album de reprises Les jours heureux.
En septembre 2023, il rejoint la radio Nostalgie pour animer « Jeudi c'est Julien » tous les jeudi de 19h à 20h, une émission où il raconte des anecdotes autour d'une thématique précise entrecoupées de musiques. En 2025, il chante la chanson Les Parvis, extrait de son album Une vie, inspirée par la danse du mari d'Agnès Lassalle pendant ses funérailles.

### Vie privée
En août 1969, alors qu'il a le premier rôle dans la version française de la comédie musicale Hair, France Gall entre dans la vie de Julien Clerc. Mais France souffre de rester dans son ombre alors qu'elle est en pleine traversée du désert artistique et le quitte en 1974. Alors qu'il lui a écrit la chanson Chasse-neige, sa séparation avec France lui inspire Souffrir par toi n'est pas souffrir.

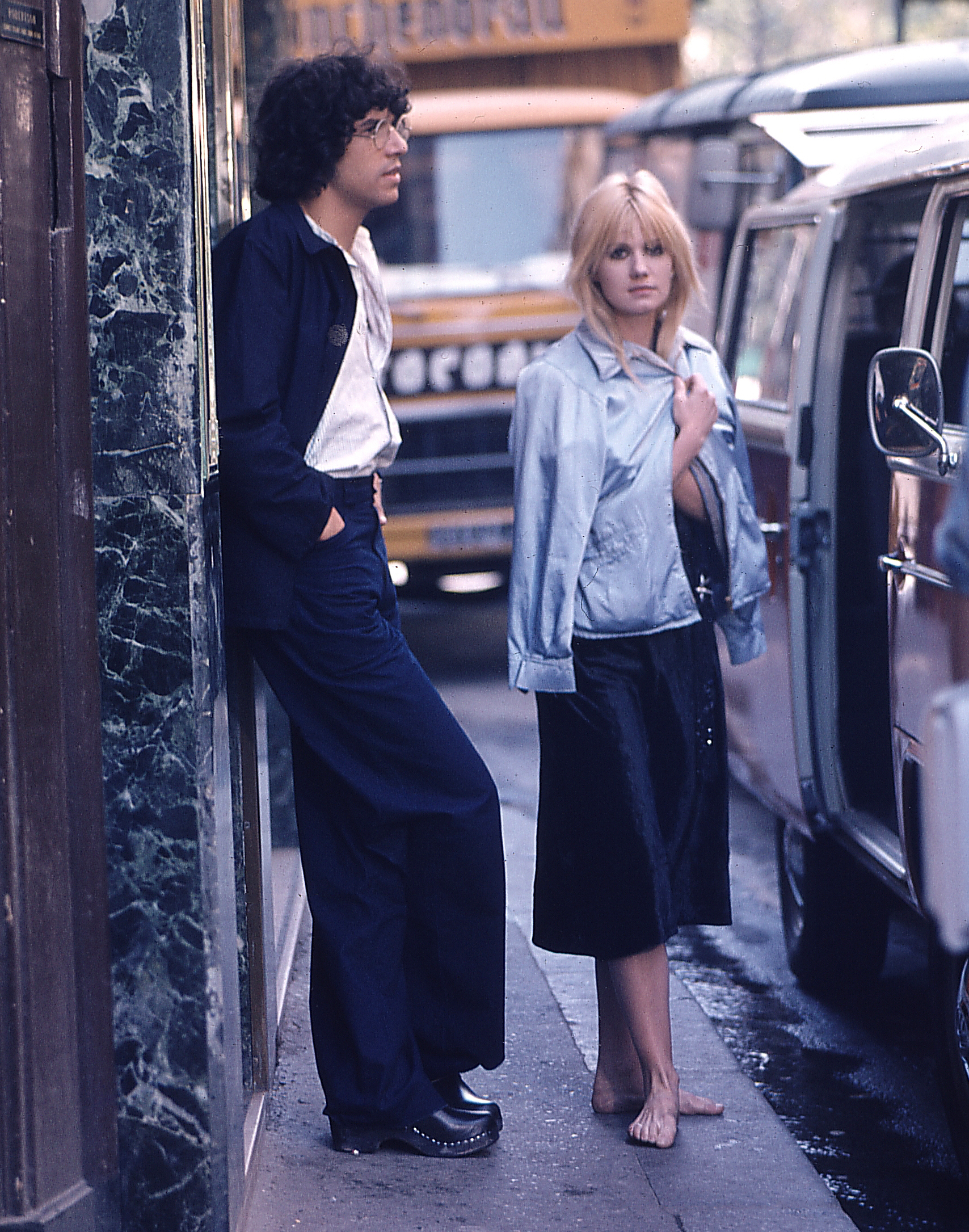
Julien Clerc et Miou-Miou en 1975 lors du tournage du film D'amour et d'eau fraîche.

En 1975, Julien Clerc participe pour la seule fois de sa carrière comme acteur, au film D'amour et d'eau fraîche. Il doit incarner le partenaire de Miou-Miou, laquelle a tenté sans succès de faire engager pour le rôle son compagnon Patrick Dewaere, dont elle a une fille, Angèle Herry. Une idylle naît entre le chanteur et l'actrice. L'ayant appris, Dewaere l'attend à la sortie du tournage du film et le moleste. Miou-Miou rompt avec Dewaere.
Le 19 avril 1978 naît leur fille Jeanne, future actrice et interprète de plusieurs rôles au théâtre, à la télévision et au cinéma, puis réalisatrice sous le nom de Jeanne Herry.
Partageant des convictions écologiques, le couple s’installe d’abord à la Métairie Bruyère près de Parly, puis au Château des Gouttes près de Saint-Sauveur-en-Puisaye où ils élèvent leurs deux enfants et s'improvisent gentlemen farmers. En 1981, Miou-Miou et Julien Clerc se séparent, quelques mois avant le suicide de Patrick Dewaere. La même année, il a une aventure de trois semaines avec la chanteuse Lio à l'occasion du tournage du Numéro un Julien Clerc, diffusé le 18 avril 1981.
Alors qu'il s'exerce au saut d'obstacle au château Bacon, propriété de la famille Coupérie sur la rive gauche de la Dordogne, il rencontre Virginie Coupérie-Eiffel, cavalière française. Ils se marient le 14 septembre 1985 à Pino en Haute-Corse. Le couple a deux enfants : Vanille, née le 20 mars 1988, qui devient chanteuse, auteure-compositrice, et Barnabé, né le 7 février 1995. Ils se séparent en 2002.[réf. nécessaire]
En 1992, dix ans après le suicide de Patrick Dewaere, alors adolescente, Angèle, qu'il a élevée « comme sa propre fille », est devenue majeure. Elle demande à Julien Clerc de l'adopter, s'appelant dès lors pour l'état civil, Angèle Herry-Leclerc.
Depuis 2004, Julien vit avec Hélène Grémillon, née le 8 février 1977, scénariste et romancière. Elle donne naissance à Léonard le 22 avril 2008. Julien est père pour la cinquième fois après être devenu grand-père l'année précédente par sa fille Jeanne, mère d'un enfant prénommé Antoine, le 3 avril 2007[réf. nécessaire]. Le 17 décembre 2012, le couple se marie à la mairie du 16e arrondissement de Paris.
Il réside à Vaucresson avec sa famille.

### Engagements
En 2002, à la suite d'un reportage en Afrique, Julien Clerc cède les droits de son titre Partir au Haut Commissariat des Nations unies pour les réfugiés (UNHCR), dont il est nommé ambassadeur de bonne volonté pour la francophonie en 2003.
En décembre 2012, il cosigne un appel d'artistes et de personnalités artistiques en faveur du mariage pour tous et du droit d'accès à l'adoption pour les couples homosexuels.

## Affaires
En 2017, le nom de Julien Clerc est évoqué dans l'affaire des Paradise Papers, pour avoir eu recours à une mécanique d'optimisation fiscale permise par l'île de Malte et lui permettant de payer un taux de TVA très réduit sur son yacht,.

## Vidéographie
- 1985 (3 mai) : Bercy est à Julien (cassette VHS) car il l'a rempli 12 dates d'affilée du 24 avril au 5 mai 1985, il est donc le premier des chanteurs français à inaugurer et à remplir Paris Bercy qui fut inauguré le 3 février 1984 par Jacques Chirac, alors maire de Paris.
- 1994 : Olympia intégral 94 (Laser Disc)
- 2002 : Julien déménage (DVD concert au Bataclan et au Zénith + documentaire)
- 2009 : Tour 09 (blu-ray 3D)
- 2012 : Symphonique (CD + DVD ; DVD ; Blu-Ray)
- 2016 : Tournée 2015 (DVD: Fans, je vous aime, édition limitée)

## Filmographie
- 1976 : D'amour et d'eau fraîche de Jean-Pierre Blanc : Jip
- 2014 : Silex and the City, série d'animation de Jul : Julien Clerc interprète son propre personnage dans l'épisode La Tournée des évolués.
- 2018 : Guy d'Alex Lutz : lui-même

## Dans la culture populaire
En 1975, Pif Gadget publie les épisodes d'une bande dessinée intitulée Corsaire Julien, dont le héros emprunte l'apparence de Julien Clerc. Ces récits, scénarisés par Michel Calonne (sous le pseudonyme d'O'Clann) et dessinés par Alexis, offrent un mélange d'« aventure, fantaisie et fantastique ».

## Distinctions

### Décorations
Commandeur de l'ordre des Arts et des Lettres (2011)

### Prix
- 1974 : Julien Clerc obtient cinq disques d'or pour la totalité des ventes de ses albums précédents.
- 1991 : la chanson Fais-moi une place remporte le prix de la meilleure chanson aux Victoires de la musique.
- 1993 : la chanson Utile obtient le prix Vincent-Scotto.
- 1998 : prix Rolf Marbot, grand prix de Printemps de la Société des auteurs, compositeurs et éditeurs de musique (SACEM) pour son titre Les Séparés, écrit sur un poème de Marceline Desbordes-Valmore poétesse du XIXe siècle.

### Documentaires
- Didier Varrod, Julien en Clerc, France 3, 2003.
- Laurent Delahousse, Julien Clerc clair obscur, émission Un jour, un destin, France 2, 2014.